# 포괄적·점진적 환태평양 경제 동반자 협정
포괄적·점진적 환태평양 경제 동반자 협정(包括的·漸進的環太平洋經濟同伴者協定, 영어: Comprehensive and Progressive Agreement for Trans-Pacific Partnership, CPTPP)은 아시아·태평양 11개국이 2018년 3월 칠레에서 결성한 다자간 무역협상이다. 기존 TPP에서 2017년 1월 미국이 탈퇴한 뒤 호주, 캐나다, 일본 등 남은 회원국이 CPTPP를 결성했다. 세계 GDP의 약 15%를 차지하는 경제권이다.

## 원칙
회원국들간에는 무관세를 기본 원칙으로 하고 있으며, 신규 회원 가입은 회원국 전원의 합의로 이루어지게 된다.

## 참여국
CPTPP의 회원은 (2024년 기준, 경제 규모 순대로) 일본, 영국, 캐나다, 멕시코, 오스트레일리아, 싱가포르, 베트남, 말레이시아, 칠레, 페루, 뉴질랜드, 브루나이 등 12개국이다.

## 잠재 회원국

### 대한민국
대한민국은 2006년 협정에서는 참여하지 않았으나, 한미 자유 무역 협정이 재타결된 후인 2010년 12월에 미국이 주최한 TPP 협상에 초청된 후부터 관심을 보였다. 당시 대한민국은 이미 TPP 참여국과 무역 협정을 맺은 상태여서 TPP 가입에 대해 회의적이었다. 하지만 2021년 12월 13일 홍남기 부총리가 CPTPP 가입에 대한 사회적 논의를 착수하겠다고 밝혔다. 이에 대해 의장국 일본에서는 한국의 CPTPP 가입 착수에 부정적인 의견을 밝히기도 했다.
한국경제인협회와 일본경제단체연합회는 2024년 1월, 한일재계회의에서 한국의 CPTPP 가입 추진 등 한·일 경제협력의 청사진이 담긴 공동성명을 발표하였다.
2022년 4월, 대외경제장관회의에서 CPTPP 가입 추진계획이 의결되었다. 같은 달 27일, 여한구 산업통상자원부 통상교섭본부장관은 'CPTPP 가입 신청 관련 산업계 간담회'를 주재하였다. 자리에서 CPTPP 회원국 주한 대사들이 한국의 가입을 지지한 것으로 전해진다. 이후 한국 정부가 가입 신청서를 2024년까지는 CPTPP 사무국에 제출할 것으로 전망된다는 보도가 나왔다.

### 중화권
중국과 대만은 2021년 9월 가입을 신청하였다. 하지만 2024년 11월 캐나다에서 열린 CPTPP 장관급 집행위원회에서 회원국들은 이들의 회원 가입을 거절하였다. 이에 대만 외교부는 공정하고 객관적으로 대만의 가입 신청안을 처리하여 줄 것을 CPTPP 회원국에 촉구하는 성명을 발표하였다. 대만 행정원 경제무역협상판공실 또한 CPTPP 회원국이 정치적 고려를 하지 말고, 신속히 대만 관련 가입업무팀을 설립하여 줄 것을 촉구하였다.

## 같이 보기
- 범대서양 무역 투자 동반자 협정(TTIP)
- 역내 포괄적 경제 동반자 협정(RCEP)
- 아시아 태평양 경제협력체(APEC)
- 아시아 인프라 투자 은행(AIIB)
- 인도-태평양 경제 프레임워크(IPEF)